# Live in a Dive: $wingin' Utter$
Live in a Dive: $wingin' Utter$ è un album live della serie Live in a Dive pubblicato dal gruppo punk rock $wingin' Utter$ il 29 giugno 2004 dalla Fat Wreck Chords.

## Tracce
1. Don't Ask Why
2. Pills & Smoke
3. Five Lessons Learned
4. Jackie Jab
5. Nowhere Fast
6. Glad
7. Tied Down, Spit On
8. Hopeless Vows
9. Fruitless Fortunes
10. All That I Can Give
11. Windspitting Punk
12. Tell Me Lies
13. The Courage of a Younger Pope
14. Sign in a Window
15. No Eager Men
16. 15th and T
17. Teenage Genocide
18. I Got Your Number
19. Mother of the Mad
20. London Drunk
21. Expletive Deleted
22. The Next in Line
23. The Dirty Sea
24. Here We Are Nowhere
25. Catastrophe

## Formazione
- Johnny Peebucks - voce
- Darius Koski - chitarra, voce
- Spike Slawson - basso, voce
- Greg McEntee - batteria